# Tobias Karlsson
Bror Mikael Tobias Karlsson (* 4. Juni 1981 in Karlskrona), genannt Tobbe, ist ein ehemaliger schwedischer Handballspieler. Er spielte bei der SG Flensburg-Handewitt auf der linken Rückraumposition und am Kreis. Er war schwedischer Nationalspieler.

## Karriere
Nachdem Karlsson für Hästö IF und Stavanger Håndball gespielt hatte, wechselte er 2003 zu Hammarby IF. Als beim THW Kiel in der Saison 2006/07 auf seiner Position akute Verletzungsprobleme herrschten, wurde er am 14. November 2006 per Blitztransfer ausgeliehen. Hier sollte er ursprünglich bis zum Saisonende bleiben. Als sich die Personalsituation beim THW allmählich entspannte, bekam währenddessen Hammarby Verletzungsprobleme, sodass Karlsson am 27. Dezember 2006 schon vorzeitig nach Hammarby zurückkehrte. Im Sommer 2008 wechselte Karlsson zur HSG Nordhorn, bei der er in der Abwehr die Rolle von Daniel Kubeš einnahm. Ab der Saison 2009/10 spielte Karlsson für die SG Flensburg-Handewitt, mit der er 2012 den Europapokal der Pokalsieger, 2014 die Champions League sowie 2018 und 2019 die deutsche Meisterschaft gewann. Nach der Saison 2018/19 beendete er seine Karriere.
Für die schwedische Nationalmannschaft bestritt Karlsson 180 Spiele, in denen er 81 Tore erzielte. Er nahm mit der Nationalmannschaft an den Europameisterschaften 2008, 2010, 2012 und 2014, der Handball-Weltmeisterschaft 2011 und an den Olympischen Spielen 2012 in London teil, bei denen er die Silbermedaille gewann. Weiterhin nahm er an den Olympischen Spielen 2016 in Rio de Janeiro teil. Bei der EM 2014 wurde er als Bester Deckungsspieler ausgezeichnet.
Karlsson übernahm nach der Europameisterschaft 2020 das Amt des Teammanagers der schwedischen Nationalmannschaft, das er bis zum Jahr 2021 innehatte. Am 1. Mai 2025 übernahm er erneut diesen Posten.

## Gesellschaftspolitisches Engagement
Karlsson engagiert sich gegen die Diskriminierung von homosexuellen Menschen, indem er durch das Tragen einer regenbogenfarbigen Kapitänsbinde ein Zeichen gegen Homophobie setzt.

## Bundesligabilanz
| Saison    | Verein                 | Spielklasse | Spiele | Tore | 7-Meter | Feldtore |
| --------- | ---------------------- | ----------- | ------ | ---- | ------- | -------- |
| 2006/07   | THW Kiel               | Bundesliga  | 7      | 8    | 0       | 8        |
| 2008/09   | HSG Nordhorn           | Bundesliga  | 34     | 24   | 0       | 24       |
| 2009/10   | SG Flensburg-Handewitt | Bundesliga  | 32     | 29   | 0       | 29       |
| 2010/11   | SG Flensburg-Handewitt | Bundesliga  | 32     | 38   | 0       | 38       |
| 2011/12   | SG Flensburg-Handewitt | Bundesliga  | 33     | 10   | 0       | 10       |
| 2012/13   | SG Flensburg-Handewitt | Bundesliga  | 32     | 1    | 0       | 1        |
| 2013/14   | SG Flensburg-Handewitt | Bundesliga  | 33     | 0    | 0       | 0        |
| 2014/15   | SG Flensburg-Handewitt | Bundesliga  | 36     | 0    | 0       | 0        |
| 2015/16   | SG Flensburg-Handewitt | Bundesliga  | 32     | 0    | 0       | 0        |
| 2016/17   | SG Flensburg-Handewitt | Bundesliga  | 29     | 0    | 0       | 0        |
| 2017/18   | SG Flensburg-Handewitt | Bundesliga  | 33     | 0    | 0       | 0        |
| 2018/19   | SG Flensburg-Handewitt | Bundesliga  | 33     | 1    | 0       | 1        |
| 2006–2019 | gesamt                 | Bundesliga  | 366    | 111  | 0       | 111      |

## Erfolge
- EHF-Champions-League-Sieger 2014 mit der SG Flensburg-Handewitt
- DHB-Supercup-Gewinner 2013 mit der SG Flensburg-Handewitt
- Silbermedaille bei den Olympischen Sommerspielen 2012 in London
- Europapokal der Pokalsieger 2012 mit der SG Flensburg-Handewitt
- Deutscher Meister 2007 mit dem THW Kiel sowie 2018 und 2019 mit der SG Flensburg-Handewitt
- DHB-Pokalsieger 2007 mit dem THW Kiel und 2015 mit der SG Flensburg-Handewitt
- Schwedischer Meister 2006, 2007 und 2008 mit Hammarby IF HF
- Norwegischer Vizemeister mit Stavanger
- Schwedens Handballer der Saison 2012/13[8]